# Nationalmuseum
Nationalmuseum – szwedzka narodowa galeria sztuki znajdująca się w XIX-wiecznym gmachu na półwyspie Blasieholmen w centrum Sztokholmu.
Początek bogatej kolekcji obrazów dały zbiory króla Gustawa Wazy (I poł. XVI wieku), wśród których dominowały prace z północnych Niemiec i Flamandii. Znacznie liczniejsze nabytki pochodziły z okresu wojny trzydziestoletniej (1618-1648). Działaniom armii szwedzkiej towarzyszyła bowiem systematyczna akcja gromadzenia łupów wojennych, wywożonych następnie do Szwecji. W XVIII wieku do powiększenia kolekcji przyczynili się szczególnie: ambasador Szwecji we Francji Carl Gustaf Tessin i król Gustaw III.
Gustaw III zarządził, by po jego śmierci królewska kolekcja obrazów przeszła w posiadanie państwa szwedzkiego. W ten sposób w 1792 roku powstało Muzeum Królewskie. Było to jedno z pierwszych państwowych publicznych muzeów na świecie. W 1794 roku otwarto dla zwiedzających ekspozycję w północnym skrzydle Pałacu Królewskiego w Sztokholmie, zaś w 1866 roku kolekcja została przeniesiona do uroczyście otwartego nowego gmachu, noszącego odtąd nazwę Nationalmuseum (Muzeum Narodowe).
400 nowych obrazów podarował Nationalmuseum król Karol XV.